# Чудотворні ікони
Чудотворні ікони (образи) — зображення святих, пов'язані з чудами. Чудотворні ікони вміщувано у храмах для прилюдного вшанування; у визначені церквою дні до цих ікон відбувалися прощі. Чудотворні ікони оздоблювано коштовними прикрасами, що спричинило нищення ікон під час конфіскацій церковних ціннощів у СССР. Тоді зникла частина ікон, між ними багато старовинних; чимало чудотворних ікон було також знищено під час руйнування церков, і тепер на українських землях є лише кілька чудотворних ікон.
Між колишніми шанованими народом чудотворними іконами найбільше було зображень Божої Матері (Б. М.) і чудотворця Миколая. Їх називано за місцевостями, церквами або монастирями, де вони перебували. Так, Почаївською називано ікону Б. М. у Почаївській лаврі на Волині, знану з 1340 року.
Серед інших широко знаних ікон Божої Матері є :
- Охтирська, що її «явлення» відбулося 1739,
- Богородчанська ікона Божої Матері;
- Бучинська, з XVIII ст.,
- Барська з XVI ст.;
- Братська, у Братському монастирі (1654);
- Лубенська з XV ст.;
- Єлецько-Чернігівська XI ст.;
- Каплунівська на Харківщині (1689);
- Куп'ятицька у Київ. Софійському соборі (1182);
- Леньківська з XVI–XVII ст.;
- Новгород-Сіверська (1301);
- Новодворська у Чернігові (1236);
- Печерська у Києві (1085);
- Теребовлянська ікона Божої Матері
- Тиверівська на Поділлі XVI ст.;
- Холмська з XII ст.

У Галичині найбільше знані є Чудотворні ікони:
- Зарваницька, з XIII ст.;
- Крехівсько-Верхратська;
- Ікона Кохавинської Богородиці
- Гошівська чудотворна ікона Божої Матері;
- Кристинопільська;
- Самбірська з XVIII ст.;
- Сокальська;
- Рудківська чудотворна ікона Пресвятої Богородиці;
- Жидачівська Оранта;
- Мати Божа Милостива (Львів);
- Унівська чудотворна ікона Пресвятої Богородиці;
- Деревнянська чудотворна ікона Божої Матері;
- Чудотворна ікона Матері Божої Нерушимої Стіни

На Івано-Франківщині:
- Галицька чудотворна ікона Матері Божої, с. Крилос

На Закарпатті 
- Маріяповчанська Ікона Божої Матері XVII ст;
- Ікона Мукачівської Пречистої Богородиці XV ст.;
- Боронявська Ікона Божої Матері XVIII ст.

У Польщі:
- Ченстоховська ікона Божої Матері.

## Галерея

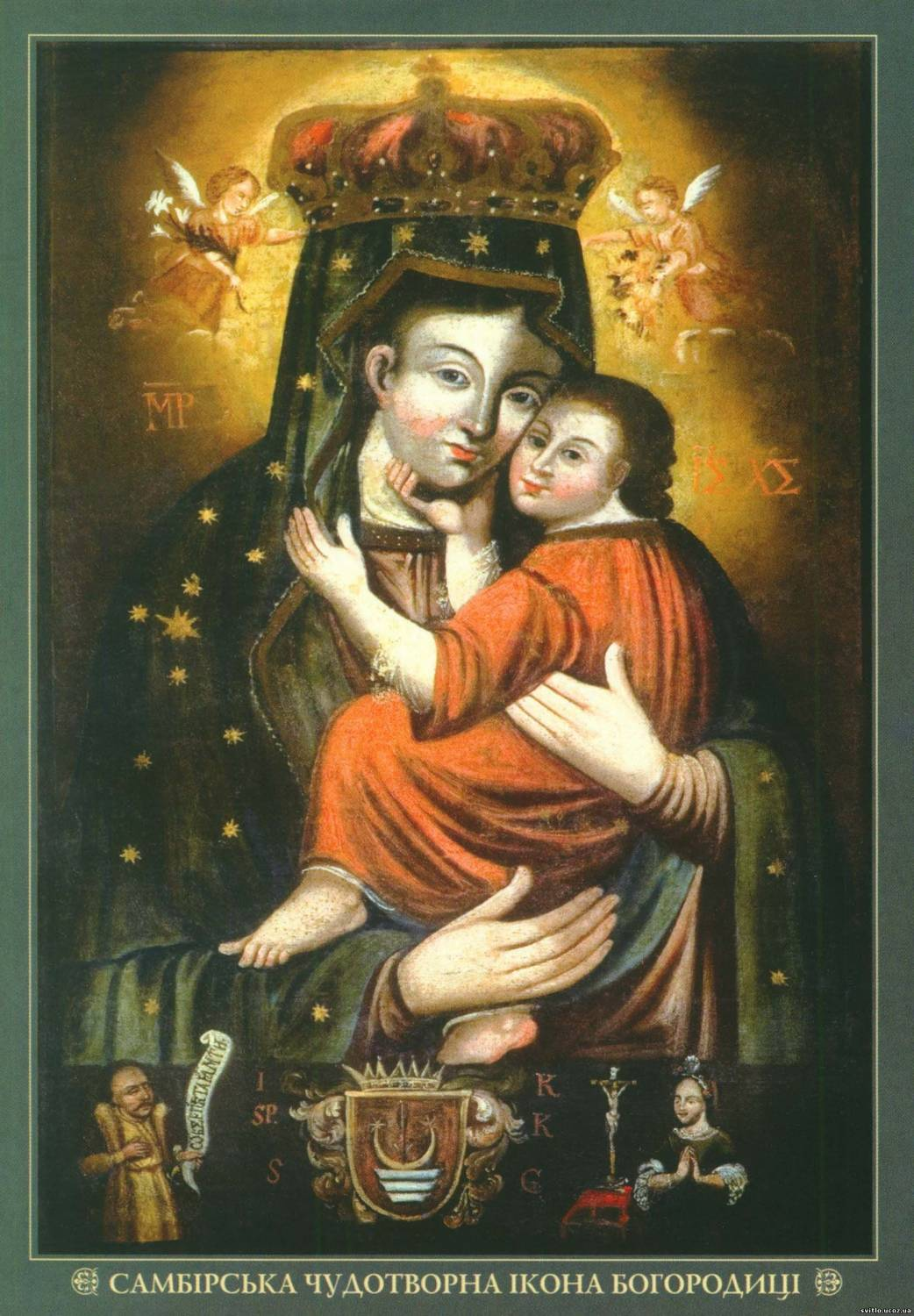
Самбірська Божа Мати
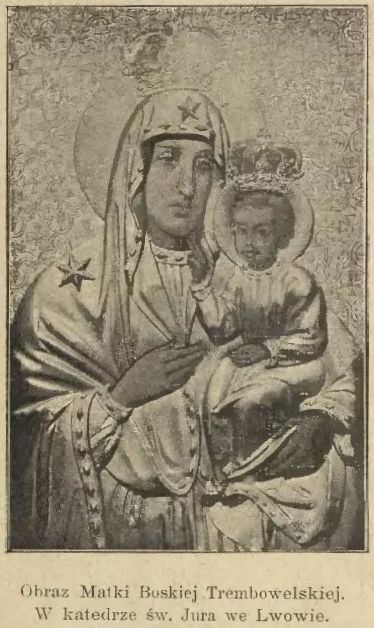
Теребовлянська Божа мати
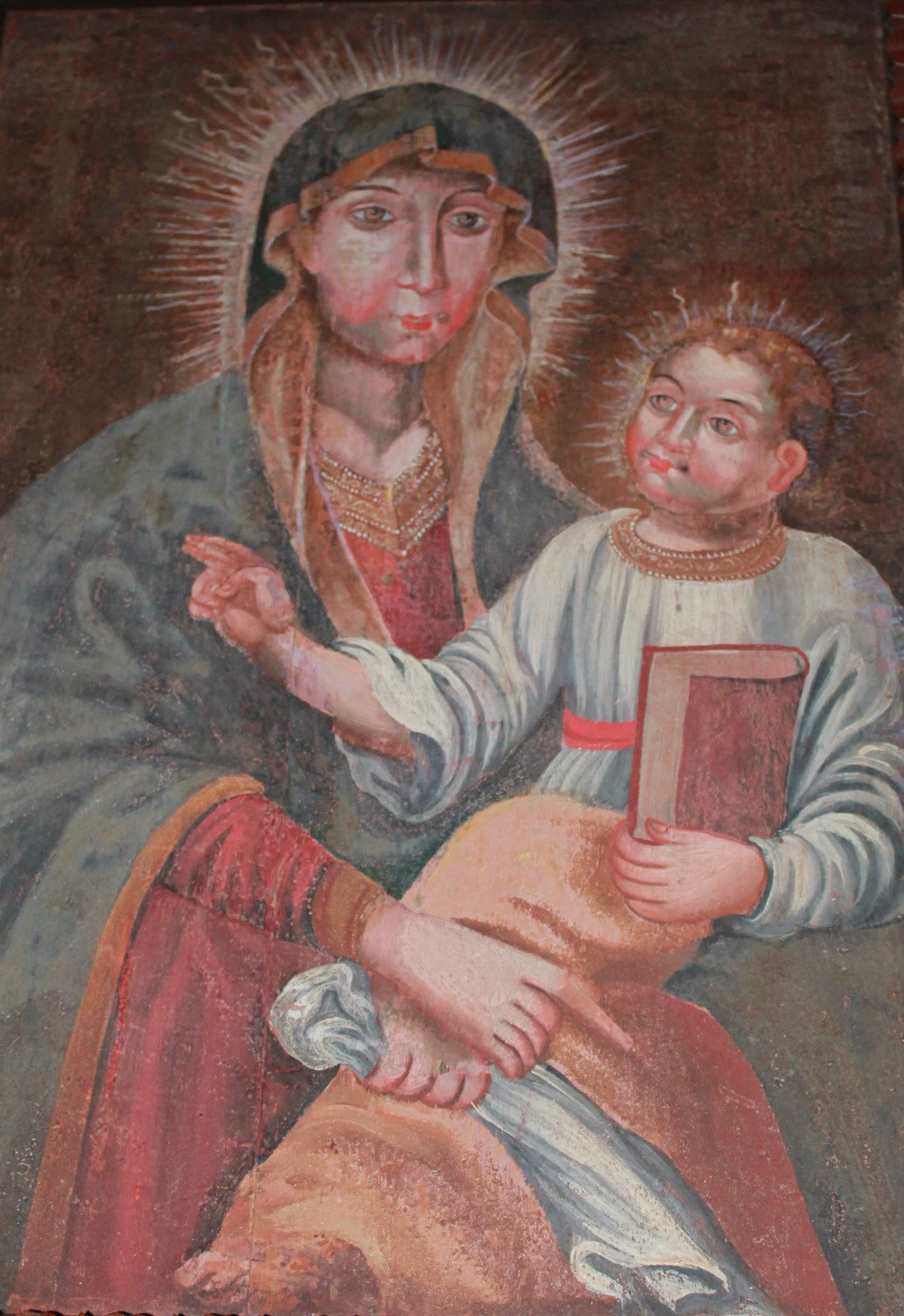
Бердичівська Мати Божа. Копія ікони авторства Божени Мусі-Совінської (1990)
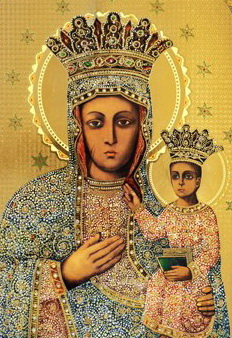
Гошівська Божа Мати
Зарваницька Божа Мати
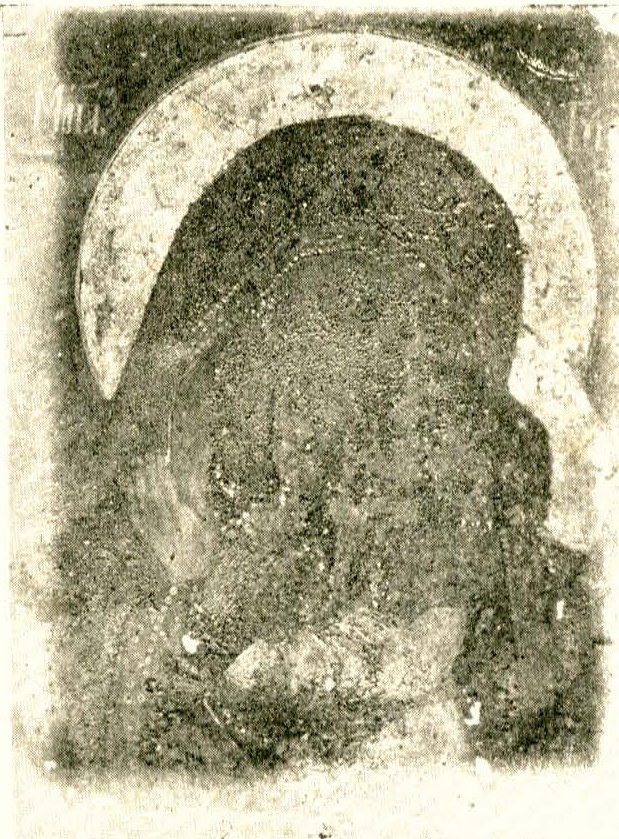
Леньківська ікона Божої Матері
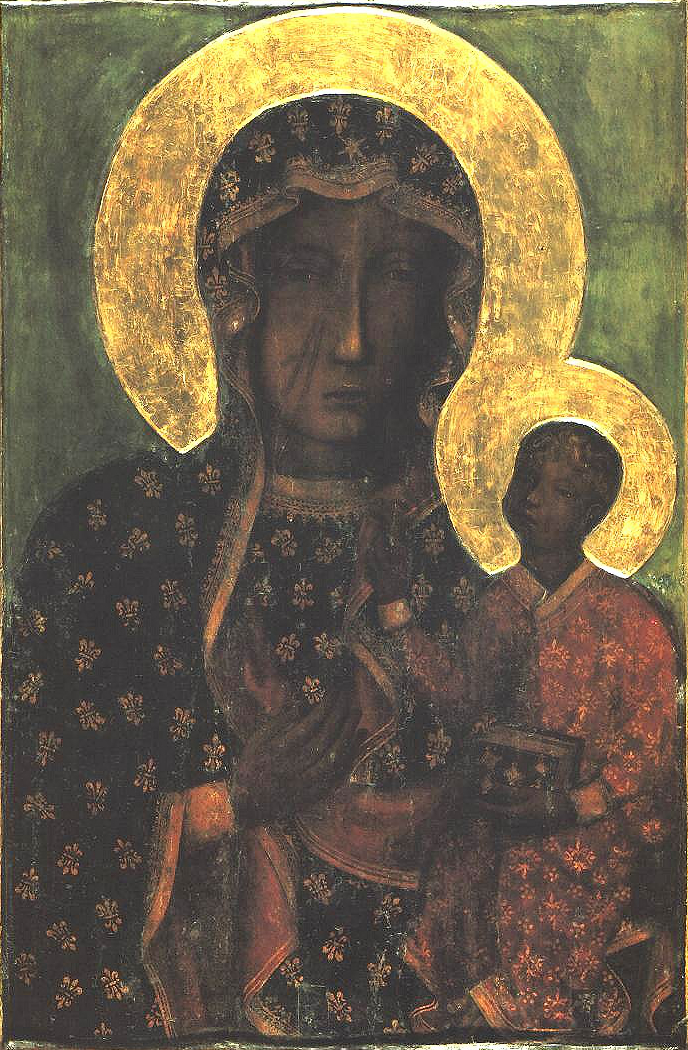
Ченстоховська (Белзька) ікона Божої Матері
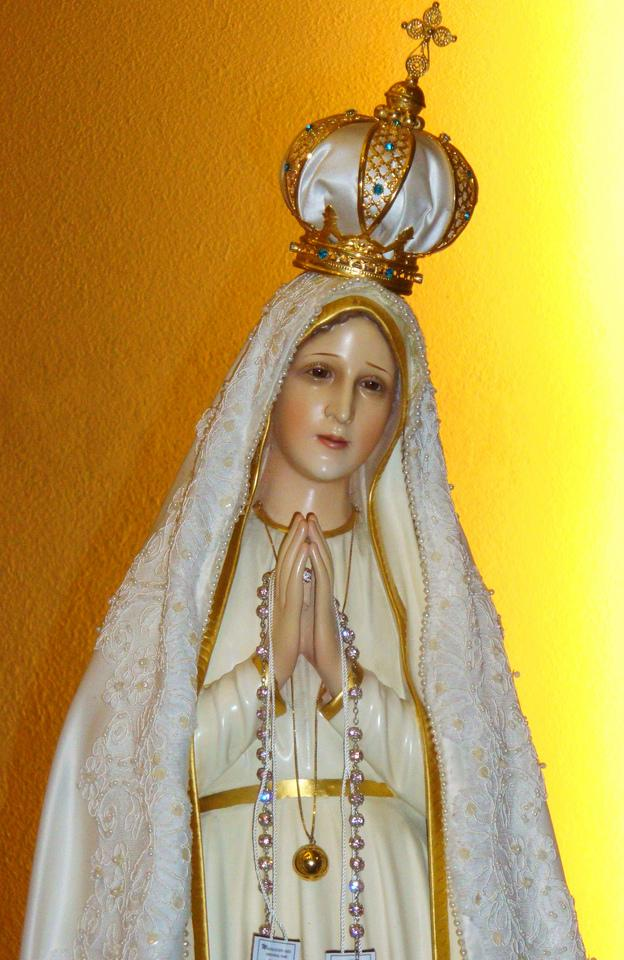
Мати Божа Фатімська
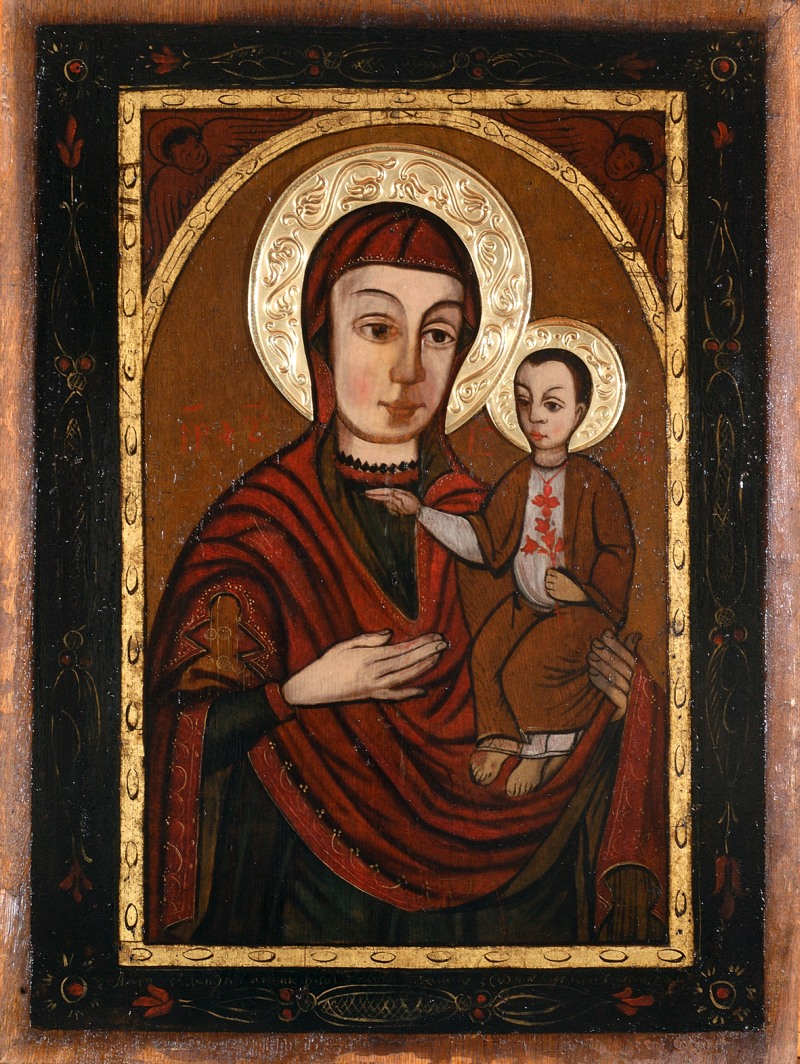
Маріяповчанська Ікона Божої Матері